# Suposats jeroglífics egipcis d'Àlaba
Els suposats jeroglífics egipcis del segle iii d'Àlaba són, en el context de la polèmica sobre les troballes epigràfiques d'Iruña-Veleia del 2006, una sèrie de gravats semblants a jeroglífics egipcis trobats a la localitat d'Iruña-Veleia que van ser datats inicialment com del segle iii.
La major part dels signes es troben sobre fragments d'ostraca, peces ceràmiques, tauletes i material de rebuig. Es tracta d'ideogrames egipcis sense traducció coneguda, als quals s'ha dedicat molt poca atenció des de l'àmbit de l'egiptologia. Tanmateix, el fet que la localitat d'Iruña-Veleia es trobi a milers de quilòmetres del Nil, així com el fet que els suposats jeroglífics semblin pertànyer a l'època més antiga d'aquesta escriptura, gairebé mig mil·lenni després que es deixessin d'utilitzar a Egipte, ha plantejat molts dubtes sobre la seva autenticitat.
En un primer moment, però, les hipòtesis que es van considerar foren àmplies: Veleia, una ciutat romana que va poder albergar en el seu període de màxima esplendor, l'època de la Dinastia Flàvia, entre 5.000 i 10.000 habitants, comptava amb la rellevància suficient per acollir residents il·lustres i amb coneixements de tota classe. Entre els informes nombrosos dels membres de la comissió científica assessora sobre els grafits d'Iruña-Veleia, es recull que en les conclusions de l'informe de José Manuel Galán Allué, s'afirma que "les peces del grup A no poden ser considerades jeroglífics egipcis i conclou que les peces, tant les que presenten caràcters d'inspiració egípcia, com les suposades transcripcions llatines (grup B), aixequen tants dubtes d'autenticitat que planteja que siguin de factura i manipulació recent.
Finalment, l'any 2008 la comissió, formada per 26 especialistes, va concloure definitivament que les peces eres totalment falses, i així es va divulgar als mitjans de comunicació.